# Spathomeles decoratus
Spathomeles decoratus es una especie de coleóptero de la familia Endomychidae.

## Distribución geográfica
Habita en Indonesia.